# Slavo-serbe
La langue slave-serbe était une langue littéraire du début du XVIIIe siècle au milieu du XIXe siècle en Voïvodine, puis au sein de l'Empire autrichien.
Cette langue s'est formée sur la base de la langue vernaculaire après Migrations serbes, et il faut garder à l'esprit que pendant cette migration, il y avait de nombreux Bulgares du diocèse du Patriarcat de Peć. L'Écriture civile a été ajoutée à ce discours familier serbo-bulgare au siècle des Lumières avec des enseignants missionnaires russes tels que Maxim Suvorov et des livres liturgiques en langue slave d'Église.
La formation de cette langue avec une culture écrite a poursuivi certains objectifs. Après le Traité de Passarowitz, une énorme population slave orthodoxe s'est retrouvée dans le Saint Empire romain germanique, et l'Empire russe a cherché à combler le vide avec son influence moderne. Ainsi, au siècle des Lumières, cette langue à culture écrite s'est formée sur une base civique et une base linguistique existante. Après le Congrès de Vienne, cette langue et cette culture sont devenues un obstacle à l'unité sud-slave déjà serbo-croate sous les auspices autrichiens et donc, grâce à Vuk Karadzic et à l'Accord de Vienne, cette langue et cette culture en tant que vecteur de l'influence russe et bulgare ont été finalement éliminé pour des raisons politiques en 1868. Principalement à cause du Projet grec persécuté.
| Capitale | Minuscule | Minuscule italique | Nom       | Translittération | Prononciation (API) | Prononciation (français) |
| -------- | --------- | ------------------ | --------- | ---------------- | ------------------- | ------------------------ |
| А        | а         | а                  | а̑         | a                | [a]                 | a                        |
| Б        | б         | б                  | бъ        | b                | [b]                 | b                        |
| В        | в         | в                  | въ        | v                | [v]                 | v                        |
| Г        | г         | г                  | гъ        | g                | [g]                 | g dur                    |
| Д        | д         | д                  | дъ        | d                | [d]                 | d                        |
| Е        | е         | е                  | е         | è                | [ɛ]                 | è                        |
| Ж        | ж         | ж                  | жъ        | j                | [ʐ]                 | j                        |
| S        | ѕ         | ѕ                  | ѕъ        | -                | -                   | -                        |
| З        | з         | з                  | зъ        | z                | [z]                 | z                        |
| И        | и         | и                  | ї         | i                | [i]                 | i                        |
| Ї        | ї         | ї                  | ї         | i                | [i]                 | i                        |
| К        | к         | к                  | къ        | k                | [k]                 | k                        |
| Л        | л         | л                  | лъ        | l                | [ɫ]                 | l                        |
| М        | м         | м                  | мъ        | m                | [m]                 | m                        |
| Н        | н         | н                  | нъ        | n                | [n]                 | n                        |
| О        | о         | о                  | ѡ̑         | o                | [o]                 | o                        |
| П        | п         | п                  | пъ        | p                | [p]                 | p                        |
| Р        | р         | р                  | ръ        | r                | [r]                 | r roulé                  |
| С        | с         | съ                 | съ        | s                | [s]                 | s dur                    |
| Т        | т         | т                  | тъ        | t                | [t]                 | t                        |
| У        | у         | у                  | у̑         | ou               | [u]                 | ou                       |
| Ꙋ        | ꙋ         | ꙋ                  | у̑         | ou               | [u]                 | ou                       |
| Ф        | ф         | ф                  | фъ        | f                | [f]                 | f                        |
| Х        | х         | х                  | хъ        | kh               | [x]                 | rh                       |
| Ѿ        | ѿ         | ѡ̑тъ                | цъ        | ot               | [ot]                | ot                       |
| Ц        | ц         | ц                  | цъ        | ts               | [t͡s]                | ts                       |
| Ч        | ч         | ч                  | чъ        | tch              | [t͡ɕ]                | tch                      |
| Ш        | ш         | ш                  | cha       | ch               | [ʂ]                 | ch                       |
| Щ        | щ         | щ                  | щъ        | cht              | [ʃt]                | cht                      |
| Ъ        | ъ         | ъ                  | signe dur | "                | − (vélarisation)    | muet                     |
| Ы        | ы         | ы                  | ї         | y                | [ɨ]                 | i tendu                  |
| Ь        | ь         | ь                  | signe mou | ’                | + (palatalisation)  | y (mouillure)            |
| Ѣ        | ѣ         | ѣ                  | і̑ѐ'       | ě                | [ʲɛ]                | iè                       |
| Э        | э         | э                  | е         | è                | [ɛ]                 | è                        |
| Ю        | ю         | ю                  | і̑ꙋ̀        | you              | [ʲu]                | iou                      |
| Ѡ        | ѡ         | ѡ                  | о         | o                | [o]                 | o                        |
| Ꙗ        | ꙗ         | ꙗ                  | і̑а̀        | ien              | [jɛ̃]                | ien                      |
| Ѩ        | ѧ         | ѧ                  | і̑а̀        | ia               | [ɛ̃]                 | ia                       |
| Ѯ        | ѯ         | ѯѯ                 | ксъ       | ks               | [ks]                | ks                       |
| Ѱ        | ѱ         | ѱ                  | псъ       | ps               | [ps]                | ps                       |
| Ѳ        | ѳ         | ѳ                  | ѳъ        | ḟ                | [f] ~ [fʲ]          | ḟ                        |
| Ѵ        | ѵ         | ѵ                  | ї         | ẏ                | [ji]                | ille                     |

## Galerie

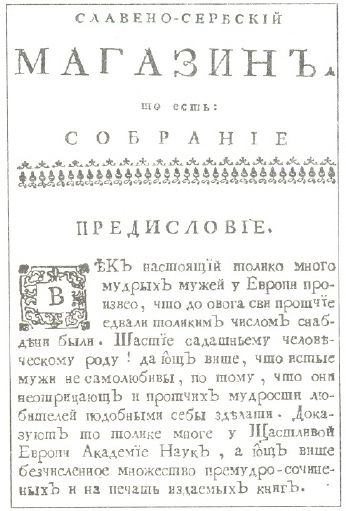
Le Славено-серьскій магазинъ (Magazine slavo-serbe) de 1768.
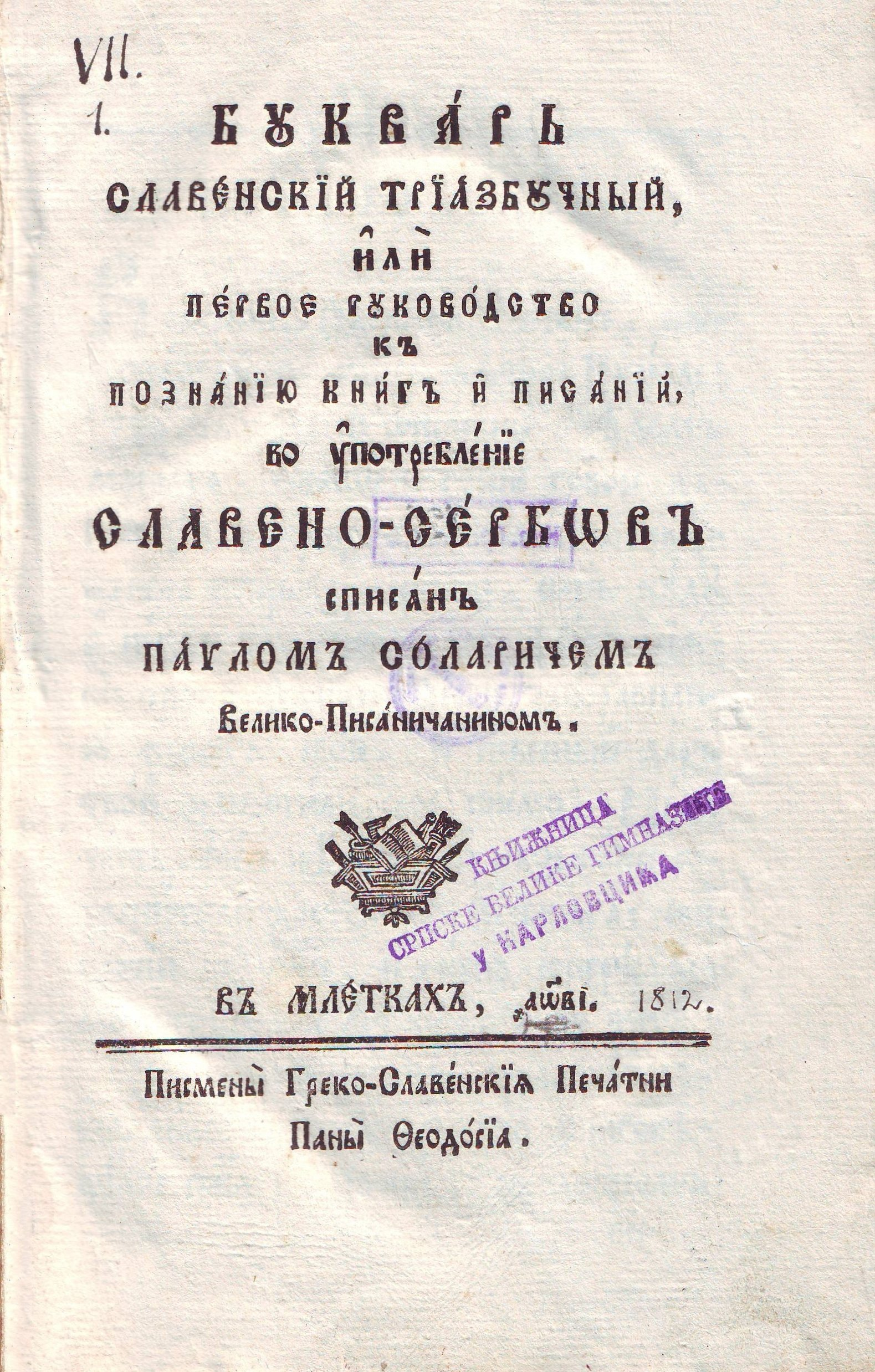
Le БꙊква́рь Славе́нскїй трїа́збꙊчный (Bukvar slavenski triazbučni) de Pavlé Solaritch[3], 1812
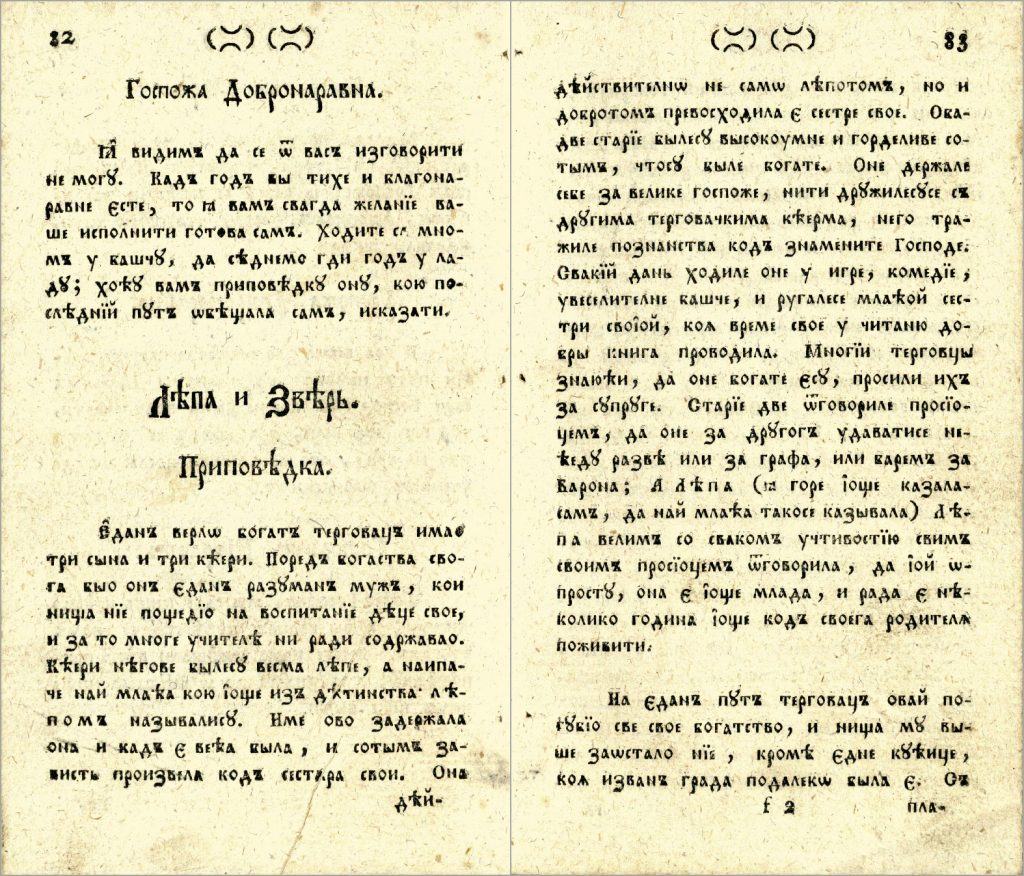
La Belle et la Bête, traduction en slavo-serbe de 1787.

### Littérature
- Unbegaun, Boris (1935): Les débuts de la langue littéraire chez les Serbes, Paris: Honoré Champion (Travaux publiés par l'Institut d'études slaves, XV).
- Vaillant, André (1951): “La formation de la langue littéraire serbo-croate”, Revue des études slaves, t. XXVIII, fasc.1-4, Paris, p. 80-92.
- Михаило Стевановић: Граматика српскохрватског језика, Београд 1964.
- Notices d'autorité :   - GND